# 1374

## Esdeveniments
Països Catalans
- Catalunya: Guerra de Jaume IV de Mallorca.

Resta del món
- El rei Lleó VI de Lusignan es retira a Gabnopert

## Naixements
Països Catalans
Resta del món

## Necrològiques
Països Catalans
Resta del món
- 19 de juliol - Pàdua (Itàlia): Francesco Petrarca, poeta italià.[1]